# Hans Blokland (politicoloog)
Hans Theodorus Blokland (1960) is een Nederlandse politicoloog en filosoof. Hij studeerde politieke wetenschappen en promoveerde in de sociale en politieke filosofie (cum laude). Hij was fellow van de Koninklijke Nederlandse Akademie van Wetenschappen en onder andere verbonden aan Yale University, Department of Political Science. Blokland was hoogleraar sociale en politieke wetenschap aan de Berlin Graduate School of Social Sciences van de Humboldt-Universiteit Berlijn. Daarnaast hield hij de Alfred Grosser leerstoel in de sociologie aan de Sciences Po in Frankrijk en de Corelio-leerstoel in Media en Democratie aan de Vrije Universiteit Brussel. 
Centrale thema’s in zijn werk zijn de betekenissen van de begrippen vrijheid, autonomie en emancipatie; cultuurpolitiek en cultuurbeleid; het ethisch pluralisme van filosofen als Isaiah Berlin en het politiek pluralisme van politicologen als Robert Dahl en Charles Lindblom; het proces van maatschappelijke modernisering (rationalisering, individualisering, differentiëring); de verbreiding en de beperkingen van de markt; de ontwikkeling van (het denken over) democratie, beleid en planning; en de ontwikkeling en de mogelijkheden van de politieke wetenschap.
Het werk van Blokland werd in 1991 onderscheiden met de Pieter de la Court-Prijs van de Koninklijke Nederlandse Akademie van Wetenschappen. Hij ontving ook de jaarprijs politicologie van de Nederlandse Kring voor Wetenschap der Politiek. 
In 2016 richtte Blokland de maatschappelijke onderneming Social Science Works (SSW) op. SSW, gevestigd in Potsdam, is gespecialiseerd in deliberatieve democratie. Getracht wordt nieuwe vormen van sociale en politieke participatie te ontwikkelen en de politieke competenties van burgers te versterken. Speerpunten zijn democratie, deliberatie, burgerschap, radicalisering, extremisme, migratie en integratie. Opdrachtgevers van SSW zijn onder meer de Bundeszentrale für politische Bildung, het Bundesamt für Migration und Flüchtlinge en de Europese Unie.   